# سازمان ورزشی و فرهنگی تاج
سازمان ورزشی و فرهنگی تاج تشکیلاتی سازمان‌یافته از رشته‌ها و دسته‌های گوناگون ورزشی بود که مرکز آن در شهر تهران قرار داشت و دارای شعبه‌های فراوانی در سراسر ایران و حتی خارج از کشور بود. به دنبال انقلاب ۱۳۵۷، این سازمان مصادره و تمامی اموال، دارایی‌ها و پرسنل این شرکت منحل شد و دارایی و املاک آن به سازمان تربیت بدنی ایران واگذار شد. اعضا فوتبال باشگاه تاج تهران که شعبهٔ اصلی این سازمان در شهر تهران به‌شمار می‌آمد، گردِ هم آمدند و تحت مالکیت سازمان تربیت بدنی و با نام باشگاه ورزشی استقلال در رقابت‌های ورزشی حضور یافت. سازمان باشگاه ورزشی تاج بعد از رئال مادرید دومین باشگاه فوتبالی دنیا از نظر دارایی و اموال لقب داشت.

## تأسیس
در سال‌های پایانی جنگ جهانی دوم جمعی از ورزشکاران دوچرخه‌سواری برای سامان‌دهی امور مربوط به این رشتهٔ ورزشی در تهران گرد هم آمده و یک تشکل صنفی را پایه‌گذاری کردند. این کانون دوچرخه‌سواری به تدریج ساختار باشگاهی پیدا کرد و در روز ۴ مهر ۱۳۲۴ با نام «باشگاه دوچرخه‌سواران» در خیابان فردوسی تهران اعلام موجودیت کرد. بنیان‌گذاری این باشگاه به فاصلهٔ کمتر از یک ماه از پایان جنگ جهانی دوم رخ می‌داد و ایران که در جریان جنگ مورد اشغال نیروهای متفقین قرار گرفته بود، در آن هنگام تحت تأثیر رویدادهای پس از جنگ و خروج نیروهای متفقین قرار داشت. پرویز خسروانی از جمله بنیان‌گذاران باشگاه بود و در سال‌های بعد با در اختیار گرفتن امتیاز باشگاه نقش پررنگی در رشد و توسعه آن ایفا کرد. در چهار سال نخست حیات دوچرخه‌سواران دامنهٔ فعالیت‌های باشگاه گسترش پیدا کرد و در رشته‌های گوناگون ورزشی صاحب تیم شد. از این رو در اواخر سال ۱۳۲۸ نام باشگاه با تصمیم هیئت مدیره از دوچرخه‌سواران به «تاج» تغییر یافت و تا هنگام وقوع انقلاب ۱۳۵۷ ایران با همین نام به فعالیت ادامه داد.

### تغییر نام به تاج
چهار سال پس از تشکیل تیم فوتبال دوچرخه‌سواران، پرویز خسروانی در سال ۱۳۲۸ امتیاز باشگاه دوچرخه‌سواران را خرید. و نام آن را با تصویب هیئت مدیرهٔ باشگاه به تاج تغییر داد. نام «دوچرخه‌سواران» برای باشگاهی که به دست گروهی از ورزشکاران دوچرخه‌سواری پایه‌گذاری شده بود و به‌طور اختصاصی در این رشته فعالیت می‌کرد، از هر نظر مناسب بود. اما دوچرخه‌سواران طی چهار سال رشد شتابان خود در رشته‌های گوناگون ورزشی صاحب تیم شده بود و با توجه به گسترش دامنهٔ فعالیت‌ها و افزایش هواداران تغییر نام باشگاه اجتناب‌ناپذیر به نظر می‌رسید. پرویز عمواوغلی، گرائیلی، ناصر ملکی، علی دانایی‌فرد و سید آقا جلالی اعضای گروه تصمیم‌گیرنده‌ای بودند که در بهمن ۱۳۲۸ با تغییر نام باشگاه از دوچرخه‌سواران به تاج موافقت کردند. طبق مدارک موجود، تاریخ تغییر نام باشگاه یکم اسفندماه سال ۱۳۲۸ هجری خورشیدی بوده‌است. بعضی منابع، ۲۲ بهمن سال ۱۳۲۸ را روز تغییر نام به تاج عنوان کرده‌اند که تیم فوتبال تاج در تاریخ ۲۸ بهمن همین سال با نام جدید در برابر تیم شهباز با نتیجه یک بر صفر برنده شد.

## رشته‌های ورزشی
سازمان ورزشی و فرهنگی تاج ابتدا تنها در رشته دوچرخه‌سواری فعال بود اما رشته‌های دیگر به سرعت به مجموعه فعالیت‌های این سازمان اضافه شدند. این سازمان در زمان اوج فعالیتش در ۱۹ رشته ورزشی مردان و ۱۳ رشته ورزشی بانوان فعالیت داشت و در ۱۴ رشته ورزشی قهرمان باشگاه‌های ایران شده بود. رشته‌های ورزشی مردان عبارت بودند از: فوتبال، کشتی آزاد، کشتی فرنگی، جودو، وزنه‌برداری، بوکس، پرورش اندام، والیبال، بسکتبال، بدمینتون، دو و میدانی، تنیس، تنیس روی میز، شنا و شیرجه، دوچرخه‌سواری، شمشیربازی، کوهنوردی، اسکی و ورزش‌های رزمی. رشته‌های ورزشی بانوان نیز شامل: فوتبال، والیبال، بسکتبال، بدمینتون، دو و میدانی، تنیس، تنیس روی میز، شنا و شیرجه، دوچرخه‌سواری، شمشیر بازی، کوهنوردی، اسکی و ورزش‌های رزمی می‌شدند. از میان موفق‌ترین تیم‌های سازمان ورزشی و فرهنگی تاج می‌توان به تیم‌های والیبال زنان و مردان تاج اشاره کرد. تیم والیبال زنان تاج در سال ۱۳۴۲ و در هنگام تشکیل تیم ملی والیبال زنان ایران و برگزاری نخستین بازی تیم ملی، به عنوان تیم قهرمان والیبال زنان باشگاه‌های تهران اسکلت اصلی تیم ملی را تشکیل داد و تیم ملی بر پایه بازیکنان تیم تاج شکل گرفت. تیم والیبال مردان تاج نیز از موفق‌ترین تیم‌های سازمان تاج بود و در دوره دوم و سوم جام پاسارگاد قهرمان ایران شده بود.
| نام          | تصویر | افتخارات |
| ------------ | ----- | --- |
| فوتبال       |       | فهرست قهرمانی‌های تاج تهران |
| والیبال      |       | قهرمان مسابقات قهرمانی باشگاه‌های تهران: ۱۳۳۶، ۱۳۵۰، ۱۳۵۱ قهرمان جام دهه انقلاب: ۱۳۵۱ قهرمان جام آزمایش: ۱۳۵۱ قهرمان جام دنیای ورزش: ۱۳۵۳ قهرمان جام پاسارگاد: ۱۳۵۵، ۱۳۵۶ قهرمان جام حذفی والیبال ایران: ۱۳۵۶ |
| بسکتبال      |       | قهرمان مسابقات بسکتبال قهرمانی باشگاه‌های تهران: ۱۳۲۹، ۱۳۳۰، ۱۳۳۱، ۱۳۳۲، ۱۳۳۵، ۱۳۳۶، ۱۳۳۹، ۱۳۴۴ |
| کشتی آزاد    |       | قهرمان مسابقات قهرمانی باشگاه‌های تهران: ۱۳۳۵، ۱۳۳۸، ۱۳۵۳ |
| کشتی فرنگی   |       | قهرمان مسابقات قهرمانی باشگاه‌های تهران: ۱۳۳۷، ۱۳۵۱، ۱۳۵۲، ۱۳۵۳ |
| جودو         |       | |
| وزنه‌برداری   |       | قهرمان مسابقات وزنه‌برداری آماتور تهران: ۱۳۲۹ قهرمان مسابقات قهرمانی وزنه‌برداری تهران: ۱۳۳۰، ۱۳۳۱، ۱۳۳۲، ۱۳۳۳، ۱۳۳۴، ۱۳۳۵، ۱۳۳۶، ۱۳۳۷، ۱۳۳۸، ۱۳۳۹، ۱۳۴۰، ۱۳۴۱، ۱۳۴۲، ۱۳۴۳، ۱۳۴۴، ۱۳۴۶، ۱۳۵۳، ۱۳۵۴، ۱۳۵۵       |
| بوکس         |       | قهرمان مسابقات بوکس باشگاه‌های تهران: ۱۳۲۹، ۱۳۳۴، ۱۳۴۱، ۱۳۴۳، ۱۳۴۵، ۱۳۴۶، ۱۳۵۱ قهرمان مسابقات بین‌المللی ترکیه: ۱۳۳۲ قهرمان جام نادری: ۱۳۵۵                                                                    |
| پرورش‌اندام   |       | |
| بدمینتون     |       | |
| دو و میدانی  |       | قهرمان مسابقات باشگاه‌های تهران: ۱۳۲۹، ۱۳۳۰، ۱۳۳۶، ۱۳۴۴، ۱۳۵۰، ۱۳۵۱، ۱۳۵۲ قهرمان مسابقات پیاده‌روی کشور: ۱۳۳۹ قهرمان مسابقات قهرمانی دو صحرانوردی باشگاه‌های تهران: ۱۳۴۱، ۱۳۴۵، ۱۳۴۷، ۱۳۵۰، ۱۳۵۳، ۱۳۵۴          |
| تنیس         |       | قهرمان مسابقات باشگاه‌های تهران: ۱۳۴۰، ۱۳۴۳، ۱۳۴۴، ۱۳۴۶، ۱۳۴۹، ۱۳۵۶ |
| تنیس روی میز |       | قهرمان مسابقات قهرمانی باشگاه‌های تهران: ۱۳۳۳، ۱۳۳۸، ۱۳۴۴، ۱۳۴۷، ۱۳۵۲، ۱۳۵۵، ۱۳۵۶ |
| شنا و شیرجه  |       | قهرمان مسابقات باشگاه‌های تهران: ۱۳۳۸، ۱۳۳۹، ۱۳۴۰، ۱۳۴۱ |
| دوچرخه‌سواری  |       | قهرمان مسابقات باشگاه‌های تهران: ۱۳۳۹، ۱۳۴۰، ۱۳۴۱، ۱۳۴۳، ۱۳۴۴، ۱۳۵۰، ۱۳۵۲، ۱۳۵۳، ۱۳۵۴، ۱۳۵۵، ۱۳۵۶، ۱۳۵۷ |
| شمشیربازی    |       | |
| کوهنوردی     |       | |
| اسکی         |       | قهرمان مسابقات باشگاه‌های تهران: ۱۳۳۰، ۱۳۴۲ |
| ورزش‌های رزمی |       | |
| ژیمناستیک    |       | قهرمان مسابقات باشگاه‌های تهران: ۱۳۳۴، ۱۳۳۵، ۱۳۳۶، ۱۳۳۷، ۱۳۳۸، ۱۳۳۹، ۱۳۴۳، ۱۳۵۱ |
| واترپولو     |       | قهرمان مسابقات باشگاه‌های تهران: ۱۳۳۸، ۱۳۳۹ |
| شطرنج        |       | قهرمان مسابقات باشگاه‌های تهران: ۱۳۴۰، ۱۳۴۷ |
| هاکی         |       | قهرمان مسابقات قهرمانی باشگاه‌های تهران: ۱۳۵۲، ۱۳۵۳ |

| نام          | تصویر | افتخارات |
| ------------ | ----- | --- |
| فوتبال       |       | |
| فوتسال       |       | |
| والیبال      |       | قهرمان مسابقات قهرمانی باشگاه‌های تهران: ۱۳۳۸، ۱۳۴۰، ۱۳۵۰، ۱۳۵۲، ۱۳۵۳، ۱۳۵۴، ۱۳۵۵، ۱۳۵۶ مسابقات قهرمانی باشگاه‌های ایران: ۱۳۵۰                                                                          |
| بسکتبال      |       | قهرمان مسابقات قهرمانی باشگاه‌های تهران: ۱۳۴۱، ۱۳۵۳ |
| بدمینتون     |       | |
| دو و میدانی  |       | قهرمان مسابقات قهرمانی کشور: ۱۳۴۵ قهرمان مسابقات قهرمانی تهران: ۱۳۴۳، ۱۳۴۴، ۱۳۴۵، ۱۳۴۶، ۱۳۴۷، ۱۳۴۸، ۱۳۵۰، ۱۳۵۱، ۱۳۵۲ قهرمان جام شهناز پهلوی: ۱۳۴۳، ۱۳۴۴ ۱۳۴۵، ۱۳۴۶ قهرمان جام ژانت کهن‌صدق: ۱۳۵۲، ۱۳۵۳ |
| تنیس         |       | قهرمان مسابقات قهرمانی باشگاه‌های تهران: ۱۳۵۵، ۱۳۵۶ |
| تنیس روی میز |       | قهرمان مسابقات قهرمانی باشگاه‌های تهران: ۱۳۴۷، ۱۳۵۲، ۱۳۵۶ |
| شنا و شیرجه  |       | |
| دوچرخه‌سواری  |       | |
| شمشیربازی    |       | |
| کوهنوردی     |       | |
| اسکی         |       | |
| ورزش‌های رزمی |       | |
| ژیمناستیک    |       | قهرمان مسابقات قهرمانی باشگاه‌های تهران: ۱۳۵۱ |

## دارایی‌ها
مجموعه ورزشی تاج تا پیش از انقلاب ایران دارای ۵ باشگاه ورزشی در تهران و ۶۶ باشگاه در شهرستان‌ها بود. تاج همچنین در کشورهای ترکیه (با نام باشگاه تاج‌اسپور) و قطر نیز دارای باشگاه‌هایی بود که با انقلاب ایران این اماکن از مالکیت باشگاه خارج شدند. باشگاه‌های تاج در تهران شامل کاخ مرکزی تاج در خیابان بهارستان، باشگاه ورزشی پله در خیابان نظام آباد، کلوپ بانوان تاج در خیابان لس‌آنجلس (حجاب کنونی)، کلوپ تنیس تاج در خیابان پهلوی (ولی‌عصر فعلی) و کلوپ رضا پهلوی در نازی‌آباد بودند. تاج همچنین دارای دو فروشگاه ورزشی در تهران در خیابان‌های شاه‌رضا و بهارستان بود. با انقلاب ایران و در روز ۲۸ بهمن ماه ۱۳۵۷ کاخ مرکزی تاج و سایر اماکن متعلق به باشگاه تاج به تصرف کمیته‌های انقلاب درآمدند مکان‌های ورزشی در اختیار سازمان تربیت بدنی قرار گرفت و اماکن اداری یا خدماتی دیگر همچون فروشگاه ورزشی باشگاه به ارگان‌هایی مانند سازمان تبلیغات اسلامی واگذار گردید.
گفته می‌شود سازمان تاج در سال‌های پیش از انقلاب به لحاظ امکانات و زیرساخت‌ها در زمرهٔ بزرگ‌ترین تشکیلات ورزشی جهان قرار داشت.

## سرنوشت
به دنبال وقوع انقلاب ۱۳۵۷ در ایران دفتر مرکزی سازمان تاج توسط نیروهای انقلابی مصادره شد و مالکان باشگاه دست‌شان از اموال و دارایی‌های باشگاه کوتاه ماند. در نهایت در ۸ مهر ۱۳۵۸ بر اساس یکی از لوایح دولت موقت که به تصویب مجلس شورای اسلامی رسید، کلیه اموال منقول و غیرمنقول و مطالبات و دیون سازمان ورزشی و فرهنگی تاج همراه با پرسنل و واحدهای سازمان مذکور به سازمان تربیت بدنی ایران واگذار شد. در این میان باشگاه تاج که شعبهٔ اصلی سازمان تاج در شهر تهران بود، به دستور دولت موقت به «استقلال» تغییر نام داد و از آن پس تحت مالکیت سازمان تربیت بدنی در رقابت‌های ورزشی شرکت نمود. در تاریخ ۲۰ فروردین ۱۳۵۸ نام این تیم رسماً به استقلال تغییر یافت و این تیم در تاریخ ۲۸ فروردین برای اولین با این نام در مسابقات جام اسپندی در برابر بانک ملی تهران به میدان رفت.

## نگارخانه

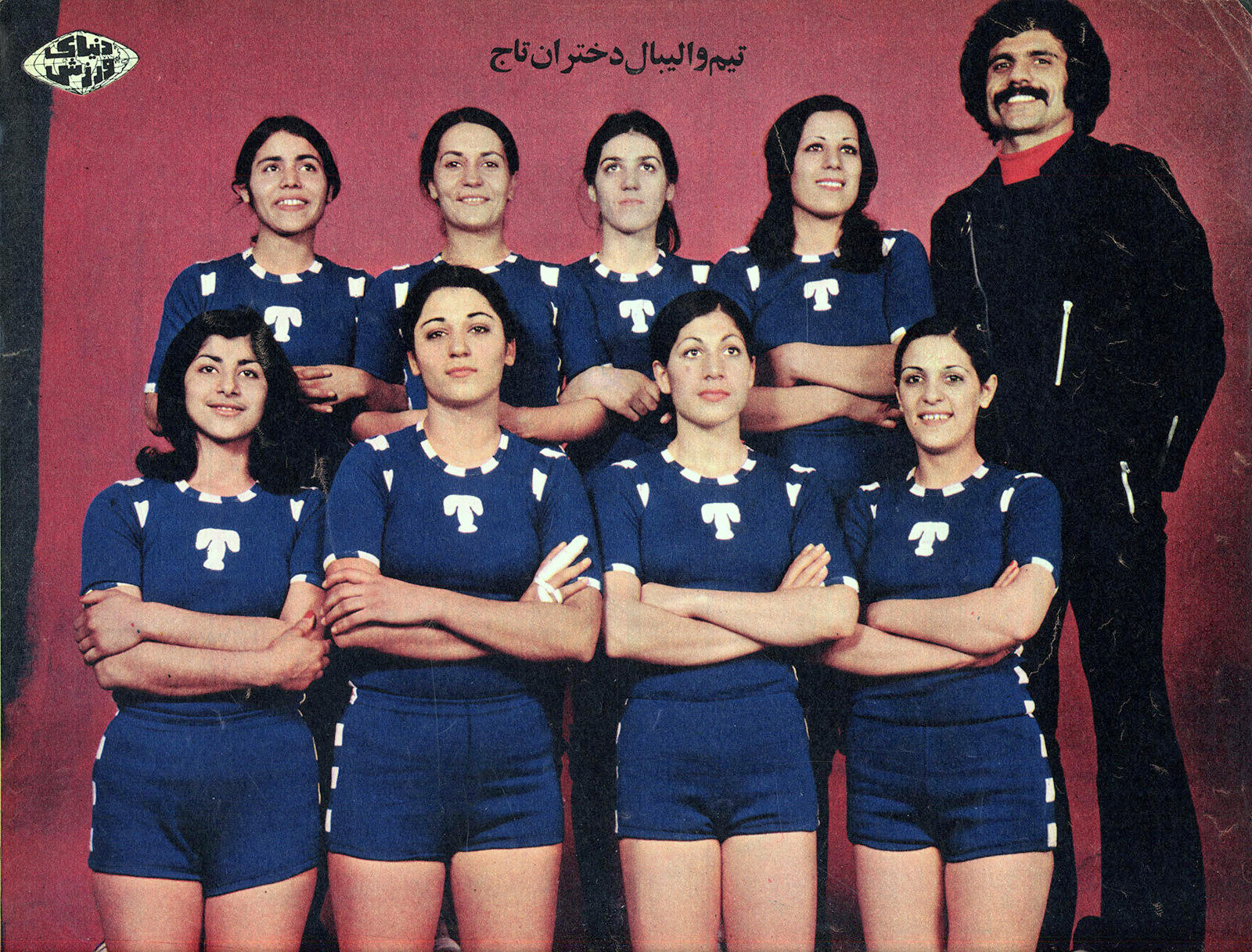
تیم والیبال زنان تاج تهران
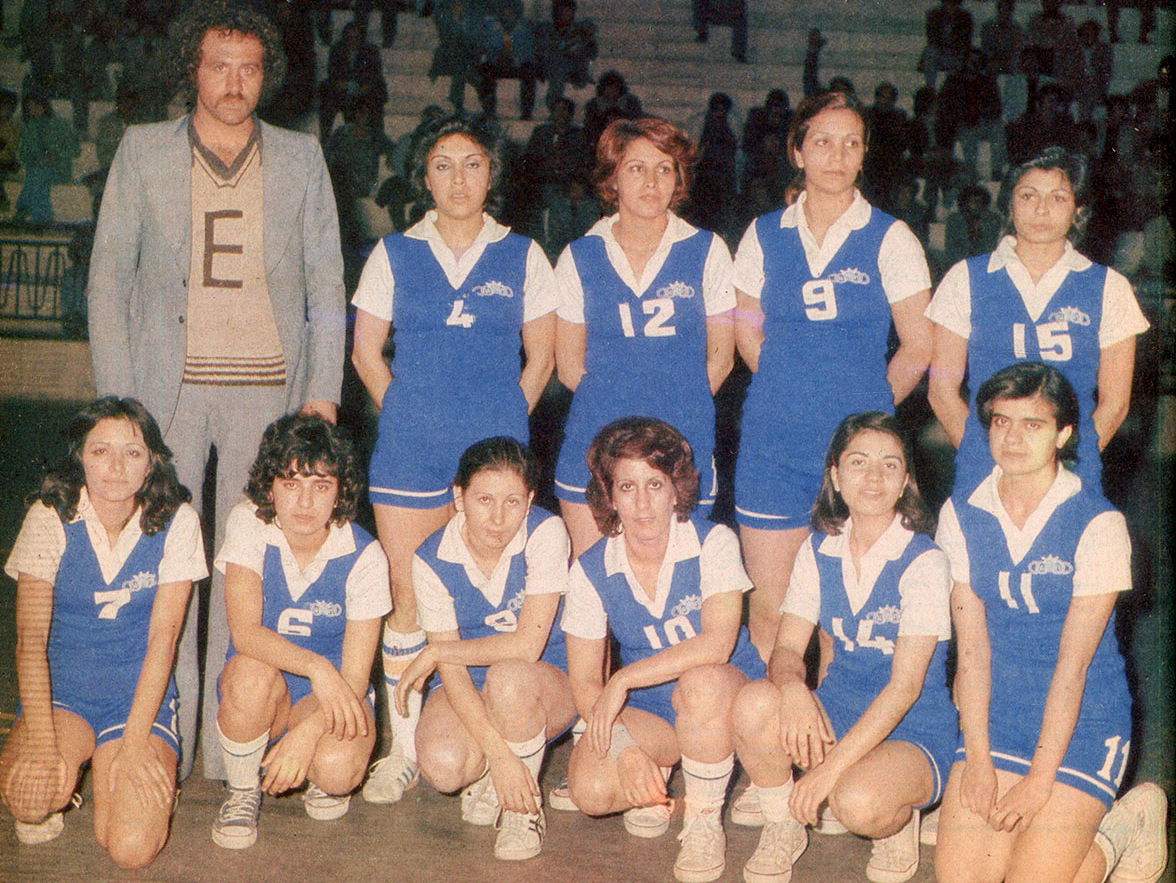
تیم بسکتبال زنان تاج تهران
تیم فوتبال مردان تاج تهران
تیم والیبال مردان تاج تهران
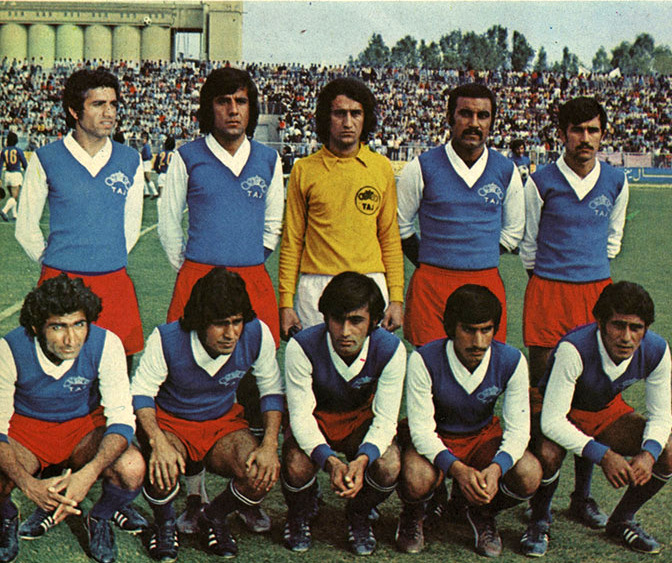
تیم فوتبال مردان تاج مسجد سلیمان